# Olimpiada 40
Olimpiada 40 es una película de drama bélico polaca de 1980 dirigida por Andrzej Kotkowski. La película fue seleccionada como la entrada polaca a la Mejor Película en Lengua Extranjera en la 53.ª edición de los Premios Óscar, pero no fue nominada.

## Gráfico
La película está basada en hechos reales de la Segunda Guerra Mundial. Durante agosto de 1940, los prisioneros de guerra celebraron unos "Juegos Olímpicos especiales" llamados Juegos Olímpicos Internacionales de Prisioneros de Guerra en Stalag XIII-A en Langwasser, cerca de Nuremberg, Alemania. Una bandera olímpica, 29 por 46cm de tamaño, estaba hecho con la camisa de un prisionero polaco y, dibujado con crayón, presentaba los anillos olímpicos y los estandartes de Bélgica, Francia, Gran Bretaña, Noruega, Polonia y los Países Bajos. Olimpiada 40 cuenta la historia de estos juegos y de uno de los prisioneros de guerra, Teodor Niewiadomski.

## Reparto
- Mariusz Benoit como Piotr
- Jerzy Bończak como Jacques
- Tadeusz Galia como Leon
- Krzysztof Janczar como Andrzej
- Ryszard Kotys como Schlappke
- Wojciech Pszoniak como Schulz